# Cheal Point
Der Cheal Point ist eine felsige Landspitze am südwestlichen Ende von Coronation Island im Archipel der Südlichen Orkneyinseln. Sie liegt 1,5 km ostsüdöstlich des Return Point und bildet die südliche Begrenzung der Lazuren Bryag Cove.
Wissenschaftler der britischen Discovery Investigations nahmen 1933 eine erste Kartierung vor. Das UK Antarctic Place-Names Committee benannte die Landspitze am 31. März 1955 nach Joseph John Cheal (1922–1996) vom Falklands Islands Dependencies Survey (FIDS), Leiter der FIDS-Station auf Signy Island im Jahr 1951. Die Landspitze markiert die westliche Grenze der von Cheal von Juli bis September 1950 durchgeführten Triangulationsmessungen.